# Yhency Brazobán
Yhency José Brazobán (nacido el 11 de junio de 1980 en Santo Domingo) es un exlanzador dominicano que se encuentra en la organización del equipo Rojos del Águila de Veracruz en la Liga Mexicana. Brazobán ha jugado en las Grandes Ligas para los equipos Los Angeles Dodgers y Arizona Diamondbacks; además para los  Fukuoka SoftBank Hawks en la Liga Japonesa. 

## Carrera

### New York Yankees
Brazobán fue firmado como amateur por los Yankees de Nueva York el 10 de julio de 1997 y procedió a batar para .319 como jardinero de los Yanquis en la Dominican Summer League, ganando un lugar en el equiopi All-Star de la liga.
Entre 1999 y 2000, fue seleccionado para el equipo All-Star de la Gulf Coast League, bateando .320 y .303, ganando el ascenso a Single-A al equipo Greensboro Bats en el 2000 y jugando allí hasta 2002.
Los Yankees convirtieron a Brazobán de jardinero a lanzador en el año 2003, enviándolo a sus tres niveles de ligas menores para trabajar en sus lanzamientos: los Gulf Coast Yankees, Tampa Yankees y Trenton Thunder. Su combinado fue de 2-4 con 18 salvamentos en 47 apariciones como relevista.

### Los Angeles Dodgers
Fue adquirido por los Dodgers de Los Ángeles el 13 de diciembre de 2003 junto con Jeff Weaver y Brandon Weeden, a cambio del lanzador derecho Kevin Brown. Se ganó un llamado a filas a los Dodgers en 2004 después de un año sensacional en Clase AA, Jacksonville Suns, y Clase AAA, Las Vegas
51s.
Brazobán hizo su debut en Grandes Ligas con los Dodgers de Los Ángeles el 5 de agosto de 2004, lanzando una entrada sin permitir carreras como relevista contra los Piratas de Pittsburgh.
Principalmente como preparador del cerrador Éric Gagné en la temporada 2004, Brazobán se convirtió en el cerrador de los Dodgers por un breve tiempo en 2005 después de que Gagné se perdió la temporada por una lesión. Estableció nuevos récords de novato en los Dodgers, apareciendo en 75 partidos y registrando 21 salvamentos.
Brazobán entró en la temporada 2006 como miembro de un fuerte bullpen de los Dodgers. Él y Danys Báez, quien fue adquirido para la temporada 2006, pero fue cambiado más tarde, se intercambiaban para trabajar como los preparadores del taponero Éric Gagné. Sin embargo, a principios de año Brazoban pasó a la lista de lesionados con una lesión en el codo que le costó toda la temporada. Se sometió a una cirugía Tommy John para reparar un ligamento desgarrado en su codo derecho.
Trabajó duro a su regreso de la lesión para reunirse con el bullpen de los Dodgers en mayo de 2007, pero después de algunas apariciones sufrió otra grave lesión en el brazo y se perdió el resto de la temporada 2007. Después de dos graves lesiones en fila, abrió la temporada 2008 en las menores con los Jacksonville Suns. Lanzó bastante bien en las menores para ganarse su retorno al bullpen de los Dodgers, quienes lo llamaron el 9 de mayo. Apareció en dos juegos con los Dodgers en 2008, permitiendo dos carreras limpias en tres entradas, ponchando a tres bateadores y dándole base por bilas a tres, antes de que los Dodgers lo volvieran a asignar a un equipo de las menores. El 19 de julio, los Dodgers lo colocaron en la lista de lesionados para el resto de la temporada con otra lesión en el hombro. Fue liberado después de la temporada, pero firmado nuevamente con un contrato de ligas menores y una invitación a los entrenamientos de primavera. Sin embargo, fue liberado de nuevo el 19 de marzo de 2009.

### Liga Mexicana / New York Mets
Brazoban comenzó la temporada 2010 en la Liga Mexicana, donde terminó con récord de 4-3 con una efectividad de 2.22 en 52 apariciones como relevista para Petroleros de Minatitlán y Diablos Rojos del México. El 15 de agosto de 2010, firmó un contrato de ligas menores con los Mets de Nueva York, y fue asignado al equipo Triple-A, Buffalo Bisons. Apareció en 10 juegos con Buffalo, con una efectividad de 6.10.

### Texas Rangers
El 16 de diciembre de 2010, Brazobán firmó un contrato de ligas menores con los Rangers de Texas. Jugó en 16 partidos con los Round Rock Express, y fue liberado el 2 de junio de 2011 con una efectividad de 3.42.

### Arizona Diamondbacks
Más tarde ese día, firmó un contrato de ligas menores con los Diamondbacks de Arizona y fue asignado al equipo Triple-A, Reno Aces. Después de ocho juegos con los Aces, los Diamondbacks le compraron su contrato el 28 de junio. Fue asignado a las menores el 20 de julio.

### Fukuoka SoftBank Hawks
El 29 de julio de 2011, el contrato de Brazobán le fue vendido al equipo Fukuoka SoftBank Hawks en la Liga Japonesa.